# شارسنت‌آگوتا
شارسنت‌آگوتا (به مجاری:  Sárszentágota) یک شهرداری در مجارستان است که در ناحیه شاربوگارد واقع شده‌است. شارسنت‌آگوتا ۴۵٫۵ کیلومتر مربع مساحت و ۱٬۴۰۰ نفر جمعیت دارد.